# Cryptocyclops inchoatus
Cryptocyclops inchoatus – gatunek widłonoga z rodziny Cyclopidae. Opisali go w 1965 roku chińscy zoolodzy Shen Jiarui i Song Daxiang, nadając mu nazwę Microcyclops (Cryptocyclops) inchoatus.